# Trnoještěr Murphyho
Trnoještěr Murphyho (Acanthosaura murphyi) je menší až středně velký ještěr z čeledi agamovitých. Žije ve středním Vietnamu a zařazuje se do skupiny stromových agam.
Jako samostatný druh byl popsán až v roce 2018.

## Popis
Jde o menšího olivově, hnědě až tmavošedě zbarveného ještěra s délkou těla 10–13 cm a ocasu 16–20 cm. Váží do 100 g. Samci jsou velmi podobní samicím.
Jako ostatní agamovití dokáží i trnoještěři měnit barvu podle nálady nebo potřeby.

### Taxonomie
Jedinci tohoto druhu byli původně považováni za jedince trnoještěra kozího. Jako nový druh byl od něj odlišen až v roce 2018 (podobně jako byl v roce 2006 popsán trnoještěr Nataliin).
Všechny tyto tři druhy si jsou navzájem velmi podobné, trnoještěra Murphyho lze – podle autorů vědeckého popisu – od ostatních dvou odlišit např. srovnáním tvaru a velikosti šupin na hřbetní a boční straně těla.

## Biologie
Žije v korunách stromů v deštných pralesích. Typový exemplář, podle kterého byl druh popsán, byl nalezen ve vietnamské provincii Khanh Hoa ve výšce 1063 m n. m. Další exempláře byly objeveny kromě Khanh Hoa i v severněji ležící provincii Phu Yen v nižších výškách od 84 do 867 m.
Je aktivní ve dne; většinu času stráví číháním na kořist přitisknutý k větvi. Potravou trnoještěra jsou bezobratlí, především různý hmyz.

## Chov
V Česku jej od roku 2020 chová Zoo Praha.